# Les Danaïdes
Représentations notables
- 1817 - Paris

Personnages
- Hypermnestre (ici Hypermnestra), femme de Lynceus (soprano)
- Danaüs, père des Danaïdes (baryton-basse)
- Lynceus (ténor)
- Pélagus, commandant de Danaüs (basse)
- Plancippe, sœur d’Hypermnestre (soprano)

Les Danaïdes est un opéra en cinq actes d'Antonio Salieri : plus précisément, c'est une tragédie lyrique, créée en 1784 à Paris. L'œuvre est conçue sur un livret de François-Louis Gand Le Bland Du Roullet et Louis-Théodore de Tschudi, adaptée (sans autorisation) de l’Ipermestra de Ranieri de' Calzabigi. À l'origine, Calzabigi avait écrit le livret des Danaïdes pour Christoph Willibald Gluck, mais le compositeur, après un AVC, fut incapable de répondre à la demande de l'Opéra et offrit à Salieri de reprendre la composition. Le succès des Danaïdes établit définitivement la réputation de Salieri.
L'intrigue de l'opéra est basée sur Les Suppliantes, tragédie grecque d'Eschyle, et s'articule autour des actions des personnages mythologiques de Danaos et Hypermnestre.

## Composition
L'empereur Joseph II s'assura que Salieri avait écrit la musique « presque sous la dictée de Gluck », dans une lettre datée du 31 mars 1783, pour le comte de Mercy-Argenteau, ambassadeur d'Autriche à Paris. Puis Mercy communiqua à l'administration de l'Opéra que Gluck avait composé les deux premiers actes, et Salieri fourni le troisième acte de la musique (Mercy ne savait pas que l'opéra était en cinq actes). Lorsque le livret fut publié, Gluck et Salieri partagèrent la facturation comme compositeurs.
Bien que flatté, Gluck n'était pas assez fou pour risquer de trop près une association avec le travail du jeune Salieri et, diplomatiquement, informa la presse : « La musique des Danaïdes est complètement de Salieri, ma seule part a été de faire des suggestions, qu'il a acceptées. » Gluck, qui avait été dévasté par l'échec de son dernier opéra parisien, Écho et Narcisse (1779), s'inquiétait du fait que Les Danaïdes pouvait subir le même sort. Il écrivit à Roullet le même jour que l'opéra avait été créé en créditant Salieri de l'ensemble de l'œuvre et la presse prit note de cet aveu. Salieri fit un retour positif sur la déclaration de Gluck, affirmant qu'il l’avait « écrite entièrement sous sa direction, conduit par ses lumières et éclairé par son génie »,,.
Orchestration des « Danaïdes » : 
2 flûtes traversières,  2 hautbois, 2 clarinettes, 3 trombones,  2 bassons, 2 cors, 2 trompettes, violons I et II , altos, violoncelles, contrebasses, timbales et clavecin.

## Historique des représentations
L'opéra fut joué la première fois à l'Académie Royale de Musique (Opéra de Paris), le 26 avril 1784 et fut un si grand succès, à l'époque, que le théâtre se pressa de commander deux autres œuvres à Salieri. Par la suite, l'opéra eut un total de 127 représentations jusqu'à 1828 à l'Opéra de Paris. Peu après la création, le livret fut traduit en allemand, danois et russe. Ainsi, il n'existe pas moins de quatre versions différentes, dont une réduite à quatre actes au lieu des cinq habituels, traduite en allemand et remaniée par le poète Franz Xaver Huber pour le même Salieri. Le 22 octobre 1817, en particulier, la quatrième version de l'opéra fut réalisée par Gaspare Spontini, pour l'Académie Royale de Musique, Salle Montansier de la rue Richelieu, avec l'ajout d'une « Gran Bacchanale », écrite par lui-même et par Louis-Luc Loiseau de Persuis, Henri-François Berton et Ferdinando Paër. Il doit avoir été une renaissance de cette édition (ou une similaire) qui aurait ravi, quelques années plus tard, le jeune Berlioz, peu après son arrivée à Paris, lorsqu'il révèle qu'il avait été particulièrement « troublé et exalté » par les ajouts de Spontini, lors de la reprise en 1817,,.

## Rôles
| Distribution                    | Type voix                    | Première du 26 avril 1784 (Chef d'orchestre: - )                                                                  |
| ------------------------------- | ---------------------------- | --- |
| Hypermnestre                    | soprano                      | Antoinette-Cécile de Saint-Huberty                                                                                |
| Danaüs                          | basse-taille                 | Henri Larrivée |
| Lyncée                          | ténor                        | Étienne Lainez |
| Pélagus, Commandant de Danaüs   | basse-taille                 | Jean-Pierre Moreau                                                                                                |
| Plancippe, sœur de Hypermnestre | soprano                      | |
| Trois officiers                 | 2 ténors et une basse-taille | Dufresny (1er officier)Jean-Joseph Rousseau (it) (2e officier) Louis-Armand Chardin, dit "Chardiny" (3e officier) |

## Résumé

### Acte I
Danaüs et ses filles, les Danaïdes, font vœu de fidélité aux fils de leur ennemi Égyptos, le défunt frère de Danaüs. Lyncée, fils aîné et successeur d'Égyptos, ainsi que ses frères, sont d'accord pour épouser chacun une des Danaïdes. Danaüs ordonne alors à ses filles de se venger en tuant leurs maris pendant leur nuit de noces.

### Acte II
Hypermnestre, femme de Lyncée de qui elle est amoureuse, est la seule à refuser d'obéir à l'ordre du père. Danaüs lui révèle la prophétie : il sera assassiné lui-même, si elle ne parvient pas à satisfaire son désir de vengeance.

### Acte III
Après la cérémonie de mariage, Hypermnestre parvient à s'échapper avec Lyncée, lorsque ses frères sont tués.

### Acte IV
Danaüs est furieux quand les nouvelles de l'évasion de Lyncée lui parviennent, mais il est distrait de sa colère lorsque Lyncée prend d'assaut la ville, tuant toutes les Danaïdes à l'exception d'Hypermnestre et brûle le palais jusqu'au sol.

### Acte V
Les Danaïdes sont envoyées à l'Hadès. Leur père est enchaîné à un rocher, ses entrailles déchirées par un vautour, les Furies lui promettant une souffrance éternelle.

## Musique et style
L'usage de Salieri des trombones dans le drame pour suggérer les moments infernaux (accords de septièmes diminués, trémolos), a souvent été considéré comme un précédent pour les orchestrations similaires de Mozart dans Don Giovanni. Stylistiquement, Salieri a combiné la simplicité directe des innovations de Gluck avec le souci mélodique des compositeurs italiens ; bien que l'utilisation fréquente des chœurs doive beaucoup aux traditions françaises, comme l'a fait la généreuse mise en scène, qui a beaucoup impressionné Berlioz.
La soprano Hypermnestre, qui domine l'opéra – d'une manière qui anticipe l'opéra centré sur la protagoniste de Luigi Cherubini et Gaspare Spontini – est techniquement bien écrite, mais, typique de l'opéra dans son ensemble : Salieri semble souvent incapable de développer le matériel de base au-delà des formules héritées de Gluck. Mais le beau rôle de soprano, le finale extrêmement sombre et la brièveté des Danaïdes (une heure cinquante minutes) ont favorisé la production de disques.
Salieri était certainement conscient de son rôle dans la poursuite de la tradition gluckiste de la tragédie lyrique, avec l'attention sur la relation entre texte et musique. Les récitatifs d'orchestre, chœurs et ballets suivent également le modèle de l'opéra français fourni par Gluck. En outre, la musique elle-même est imprégnée de la « noble simplicité » qui caractérise le style de la réforme gluckiste.
Dans le même temps, Les Danaïdes marquent une étape dans l'évolution de l'« opéra à numéros », conséquence considérable pour la composition scénique de l'époque. En outre, le lyrisme de l'œuvre découle de la tradition de Niccolò Piccinni et d'Antonio Sacchini. Ce dernier a également composé pour Paris – ce qui peut également être entendu dans Les Danaïdes. 
La partition est publiée chez Pierre Leduc.

## Discographie
- Montserrat Caballé, soprano ; Jean-Philippe Lafont, baryton-basse ; Maria Trabucco, mezzo-soprano ; Andrea Martin, Carlo Tuand, ténor ; Orchestre de la RAI de Rome, dir. Gianluigi Gelmetti (concert septembre 1983, 2CD Dynamic CDS 482/1-2) (OCLC 840105949)
- Margaret Marshall, soprano (Hypermnestre) ; Dimitri Kavrakos (Danaüs) ; Raul Giménez (Lyncée) ; Clarry Bartha (Plancippe) ; Stuttgart Radio Symphony Orchestra & Chorus, dir. Gianluigi Gelmetti (1990, 2CD EMI 7 54073 2) (OCLC 725781389)
- Sophie Marin-Degor et Kirstin Blaise, sopranos ; Christoph Genz et Wolfgang Frisch, ténors ; Hans Christoph Begemann et Jürgen Deppert, barytons ; Sven Jüttner et Daniel Sütö, basses ; Jan Hoffmann, chef de chœur, Chœur et Orchestre du Ludwigsburg Schlossfestspiele, dir. Michael Hofstetter (28-31 août 2006, 2CD Oehms Classics OC 909) (OCLC 811246071)
- Judith van Wanroij, soprano (Hypermnestre) ; Tassis Christoyannis (Danaüs) ; Philippe Talbot (Lyncée) ; Katia Velletaz (Plancippe) ; Thomas Dolié (Pélagus) ; Les Chantres du Centre de musique baroque de Versailles ; Les Talens Lyriques, dir. Christophe Rousset et clavecin (27-30 novembre 2013, 2CD Ediciones Singulares/Palazzetto Bru Zane ES 1019)[16],[17],[18]  (ISBN 8460669491), (OCLC 918481448)
- Ouverture - Slovak Radio Symphony Orchestra (Bratislava), dir. Michael Dittrich (Naxos 8.554838)

### Sources citées
- (it) Salvatore Caruselli (éd), Grande enciclopedia della musica lirica, vol. 4, Longanesi & C. Periodici, S. p.A., Rome (OCLC 929759683)
- (en) John A. Rice, Antonio Salieri and Viennese Opera, Chicago, University of Chicago Press, 1998, 648 p. (ISBN 0226711250, OCLC 37870587, lire en ligne), p. 307-329
- (en) John A. Rice, « Les Danaïdes », dans L. Macy (éd.), The New Grove Dictionary of Music and Musicians, vol. 29, Londres, Macmillan, 2001, 2e éd., 25 000 p. (ISBN 9780195170672, lire en ligne)
- Georgia Kondyli, La perméabilité des genres lyriques à la fin du XVIIIe siècle : Les Danaïdes d'Antonio Salieri (thèse de doctorat, sous la direction de Laurine Quetin), Université François Rabelais de Tours, juin 2005 (ISBN 3838176650, lire en ligne).
- Georgia Kondyli, Les Danaïdes ou les migrations d'un mythe sur la scène au XVIIIe siècle, Musicorum, 2004 (présentation en ligne)
- André Lischke, « Danaïdes (Les) », dans Marc Vignal, Dictionnaire de la musique, Paris, Larousse, 1982, 1803 p. (ISBN 2-03-511303-2, OCLC 9281804), p. 418
- « Les Danaïdes de Salieri » (2006)

### Autres sources
- (it) Elena Biggi Parodi, « Les Danaïdes di Tschudi –Du Roullet e Salieri e i suoi debiti nei de comparer di Ipermestra o Le Danaidi di Calzabigi » dans Ranieri Calzabigi tra Vienne e Napoli, atti del Convegno di Studi (Livourne, les 23 et 24 septembre 1996), édité par Federico Marri et Francesco Paolo Russo, LIM, Lucques, 1997, p. 101-129. (OCLC 247563719 et 163175689)
- (it) Elena Biggi Parodi, « La versione della tragèdie-lyrique Les Danaïdes di Salieri diretta da Gaspare Spontini ». Musicorum, Université François Rabelais de Tours, 2005, p. 263-296.  (ISSN 1763-508X), (OCLC 605213967)